# Кадирбеков Габіт Анабайович
Габіт Анабайович Кадирбеков (15 грудня 1906, аул № 8 Акмолинського повіту Акмолинської області, тепер Акмолинської області, Казахстан — 16 грудня 1984, тепер Казахстан) — радянський казахський діяч, секретар ЦК КП(б) Казахстану із транспорту. Депутат Верховної ради Казахської РСР 5-го скликання.

## Життєпис
З серпня 1920 по березень 1921 року — розсильний (кур'єр) редакції Акмолинської повітової газети «Красный вестник».
З квітня по вересень 1921 року — діловод відділу реєстрації актів цивільного стану при виконавчому комітеті Акмолинської повітової ради.
У вересні 1921 — жовтні 1922 року — реєстратор Акмолинського повітового бюро професійних спілок.
У листопаді 1922 — серпні 1924 року — конторник-рахівник Сари-Аркінського відділу волосного споживкооперативу.
У серпні 1924 — серпні 1925 року — завідувач адресного столу Акмолинської повітової робітничо-селянської міліції.
У грудні 1925 — вересні 1926 року — дільничний фінансовий агент 4-ї фінансової дільниці міста Омська.
У 1926—1929 роках — слухач Омського робітничого факультету.
З лютого по серпень 1930 року — старший рахівник Петропавловського відділення Казліспромгоспу.
У серпні 1930—1931 роках — старший рахівник, бухгалтер, головний бухгалтер Каззалізничбуду.
У 1932—1936 роках — студент Московського інституту інженерів залізничного транспорту, інженер-будівельник.
У вересні 1936—1939 роках — заступник начальника 14-ї дистанції колії, помічник дільничного ревізора, дільничний ревізор з безпеки руху поїздів Туркестано-Сибірської залізниці на станції Тюлькубас.
Член ВКП(б) з 1938 року.
У 1939—1940 роках — інструктор відділу кадрів ЦК КП(б) Казахстану.
У січні 1940—1942 роках — 3-й заступник голови виконавчого комітету Південно-Казахстанської обласної ради депутатів трудящих.
24 січня 1942 — серпень 1943 року — секретар ЦК КП(б) Казахстану із транспорту.
У серпні 1943 — 1948 року — заступник секретаря ЦК КП(б) Казахстану із транспорту. Одночасно, з серпня 1943 по 1952 рік — завідувач транспортного відділу ЦК КП(б) Казахстану.
У 1952—1953 роках — слухач Курсів при Вищій партійній школі при ЦК КПРС.
У 1953—1955 роках — заступник голови виконавчого комітету Актюбинської обласної ради депутатів трудящих.
У 1955—1960 роках — голова виконавчого комітету Актюбинської обласної ради депутатів трудящих.
У 1960—1965 роках — начальник відділу транспорту Казахської ради народного господарства.
У 1965—1966 роках — начальник управління транспорту Міністерства кольорової металургії Казахської РСР.
З 1966 року — персональний пенсіонер.
Помер 16 грудня 1984 року в Казахській РСР.

## Нагороди
- орден Леніна
- орден Вітчизняної війни І ст.
- орден Трудового Червоного Прапора (1.08.1942)
- орден Червоної Зірки
- медаль «За трудову доблесть»
- медалі
- Почесні грамоти Президії Верховної ради Казахської РСР